# Templo y Exconvento de Santiago Apóstol de Ocuituco
El Templo y Exconvento de Santiago Apóstol es un monumento arquitectónico mexicano ubicado en el municipio de Ocuituco, Morelos. Fue construido por la Orden de San Agustín en el siglo XVI. Desde 1994 es considerado Patrimonio de la Humanidad por la Unesco como parte de los Monasterios en las faldas del Popocatépetl.

## Historia
La construcción del convento de Santiago Apóstol fue iniciada el 8 de junio de 1534 por la Orden de San Agustín en el poblado de Ocuituco. Fue dedicado al Apóstol Santiago, patrono de España. Este fue el primer convento construido por la Orden en el Virreinato de Nueva España. La intención original de la Orden de San Agustín era construir su primer monasterio en la Ciudad de México, sin embargo, el rey Carlos I de España se opuso a este plan porque en ese momento ya se estaban construyendo dos conventos en dicha ciudad, uno de la Orden Franciscana y otro de la Orden de Predicadores, y el monarca consideraba que la urbe sería incapaz de financiar tres monasterios al mismo tiempo. Los Agustinos decidieron establecer su primer emplazamiento en Ocuituco motivados por el deseo de los pobladores de la región de recibir una misión evangelizadora y por el hecho de que el territorio había sido entregado como tierra de encomienda al obispo de México, Juan de Zumárraga.
Entre 1537 y 1541 los Agustinos abandonaron el convento debido a un conflicto con el obispo Zumárraga. Para la construcción de la obra se recurrió a los pobladores locales, que debían pagar su encomienda mediante el trabajo en la construcción. Esto los exentaba de pagar la encomienda mediante tributos a Zumárraga, que había decidido destinar esos recursos a financiar al Hospital Real del Amor de Dios. Zumárraga criticó el tamaño monumental del convento porque consumía demasiados recursos de la encomienda. Como resultado de la disputa, los Agustinos decidieron abandonar la construcción del convento ubicado dentro de las tierras de encomienda de Zumárraga y trasladarse al Convento de Totoloapan.
La Orden de San Agustín regresó a habitar el convento en 1546 y concluyó su construcción en 1547. Posteriormente, durante el siglo XVIII, el convento fue abandonado nuevamente por la Orden, aunque se desconocen las causas. La iglesia se mantuvo en funcionamiento, aunque el claustro no tuvo una función definida desde entonces. En 1965 la Orden volvió a administrar el edificio e inició un proceso de restauración de toda la estructura. En 1977 se habilitó el claustro para la educación de novicios, función que poco después dejó de cumplir.